# Conseil révolutionnaire suprême
Le Conseil révolutionnaire suprême (CRS ; en somali Gollaha Sare ee Kacaanka, en arabe المجلس الثوري الأعلى, en italien Consiglio Rivoluzionario Supremo) est l'organe gouvernemental qui a exercé le pouvoir en Somalie de 1969 à 1976.
En 1980, l'état d'urgence fut proclamé et les attributions du Service de renseignements civils furent rétablies dans leur intégralité.

## Histoire

### Assassinat du président et coup d'État
Le 15 octobre 1969, alors qu'il se rendait en visite officielle à Las Anod, ville septentrionale de la Somalie, Abdirashid Ali Shermarke, alors président de la République somalienne, fut assassiné par l'un de ses gardes du corps. Ce forfait fut suivi de peu par un coup de force militaire, survenu le 21 octobre de la même année, au lendemain des obsèques du chef de l'État. Sans rencontrer la moindre résistance armée, les forces armées somaliennes, sous la conduite du général de division Mohamed Siad Barre, s'emparèrent du pouvoir suprême.

### Création du conseil révolutionnaire
Parallèlement à Barre, le Conseil Suprême de la Révolution, qui s'empara du pouvoir à la suite de l'assassinat du président Sharmarke, était composé notamment du lieutenant-colonel Salaad Gabeyre Kediye, du général Mohamed Ainanshe Guled et du chef de la police Jama Korshel. C'est toutefois Barre qui s'imposa rapidement comme figure dominante au sein de cette junte militaire.
Le CSR procéda à la réorganisation du pays, en le rebaptisant République démocratique somalienne. Il entreprit, par la suite, l'arrestation de membres de l'exécutif de l'ancien gouvernement civil, l'interdiction des partis politiques, ainsi que la dissolution du Parlement et de la Cour suprême, suspendant par la même occasion la Constitution. Dans son essence, le CSR, qui s'apparentait à une junte militaire, exerça de facto le pouvoir exécutif, composé quasi exclusivement de 25 responsables militaires. Ce Comité, en vertu de la proclamation de la loi n° 1, se substitua à la présidence, à l'Assemblée nationale et au Conseil des ministres, assumant ainsi toutes leurs fonctions. Bien que la Constitution antérieure fût suspendue, cette suspension fut perçue comme permanente, jusqu'à l'abrogation formelle de celle-ci en 1970 par le CSR.

### Fonctions et programme politique
Le CRS entreprit l’adoption d’un certain nombre de réformes visant à affaiblir l'influence des structures et processus traditionnels de la lignée, que Barre jugeait comme une menace potentielle pour son autorité. Les infractions jugées en lien avec le clan furent soumises à des amendes et des peines de détention, tandis que les chefs traditionnels précédemment employés par l’administration civile furent remplacés par des soldats de la paix du gouvernement, rigoureusement sélectionnés (nabod doon). De surcroît, des centres d'orientation furent instaurés, chargés de la prise en charge des tâches liées aux services matrimoniaux. En outre, plus de 140 000 éleveurs nomades furent réinstallés dans les villes côtières et les régions agricoles, dans le but explicite de favoriser l'essor de la productivité.

### Dissolution et rétablissement
En 1980, l'état d'urgence fut proclamé et le Suprême Conseil de la Révolution fut rétabli. Par décret présidentiel numéro trois, daté du vingt-trois octobre, Siad Barre, alors Premier ministre, reconstitua ce conseil. Cinq sous-comités furent institués à cette occasion, parmi lesquels ceux dédiés à la défense et à la sécurité, ainsi qu'à l'orientation politique de la nation.

## Membres et composition du clan
Malgré la volonté du régime révolutionnaire d’abolir les structures politiques claniques, le gouvernement était fréquemment désigné sous l'acronyme MOD. Cet acronyme englobait les trois clans prépondérants au sein du cercle rapproché du pouvoir : Marehan (le clan de Siad Barre), Ogaden (le clan maternel de Siad Barre), et Dulbahante (le clan du gendre de Siad Barre, le colonel Ahmad Sulaymaan Abdullah, qui dirigeait le Service national de sécurité, le NSS). Ces trois clans formaient, en effet, l’ossature principale du gouvernement. En 1975, par exemple, dix des vingt membres du Comité suprême révolutionnaire (SRC) étaient issus du clan-famille Darod, dont faisaient partie les trois clans précités ; en revanche, les Digil et les Rahanwayn, clans sédentaires habitant les régions interfluviales, étaient complètement absents du pouvoir.
Voici la liste des membres du Conseil suprême de la révolution en février 1970 :
| Président                                 |
| ----------------------------------------- |
| Major-général Muhammad Siad Barre         |
| Vice-président                            |
| Major-général Jama Ali Korshel            |
| Membres                                   |
| Capitaine Ahmed Mohamoud Farah            |
| Brig.-Gén. Hussein Kulmiye Afrah          |
| Major-général Mohammed Ainanshe           |
| Lieutenant-colonel Salade Gabeyre Kediye  |
| Lieutenant-colonel Muhammad Ali Samatar   |
| Lieutenant-colonel Abdallah Mohamed Fadil |
| Lieutenant-colonel Ali Matan Hashi        |
| Major Muhammad Sh. Osman                  |
| Major Ismail Ali Abokor                   |
| Major Muhammad Ali Shirreh                |
| Major Ahmed Suleiman Abdulle              |
| Major Mohamud Gelle Yusuf                 |
| Major Farah Wais Dulleh                   |
| Capitaine Ahmed Hassan Musa               |
| Capitaine Musa Rabille Goede              |
| Capitaine Muhammad Omer Ges               |
| Capitaine Osman Mohamed Jelle             |
| Capitaine Abdi Warsame Isaq               |
| Capitaine Abdulkadir Haji Muhamad         |
| Capitaine Abdirizak Mohamud Abubakar      |
| Major Abdiqadir Xaji Masale               |